# Солоніцин Анатолій Олексійович
Анатолій (Отто) Олексійович Солоніцин (рос. Анато́лий (О́тто) Алексе́евич Солони́цын; 30 серпня 1934, Богородськ, Горьківська область, РРФСР, СРСР — 11 червня 1982, Москва, РРФСР, СРСР) — радянський російський актор театру і кіно. Заслужений артист РСФСР (1981).

## Біографічні відомості
Народився в родині журналіста. Закінчив студію при Свердловському драматичному театрі (1960), де потім виступав. 
У 1972—1976 роки працював в Театрі імені Лєнсовєта.
В кіно знімався з 1964 р. (фільми: «Андрій Рубльов» (1966), «У вогні броду немає» (1967), «Соляріс» (1972), «Свій серед чужих, чужий серед своїх», «Дзеркало» (1974), «Легенда про Тіля» (1976), «Сталкер» (1979), «З життя відпочиваючих» (1980) та ін.).
Грав в українських кінокартинах: «Один шанс із тисячі» (1968, Мигунько), «Спадкоємці» (1974, т/ф, 4 с, Бистров), «Віщує перемогу» (1979, Вершинін).
У 1981 році удостоєний нагороди «Срібний ведмідь» Берлінського кінофестивалю за роль у фільмі «Двадцять шість днів із життя Достоєвського» (реж. О. Г. Зархі) — номінація «Найкращий актор».
Похований на Ваганьковському кладовищі.

## Фільмографія
- «Справа Курта Клаузевіца» (1963, Курт Клаузевіц; реж. Г. Панфілов)
- «Андрій Рубльов» (1966, Андрій Рубльов; реж. А. Тарковський)
- «У вогні броду немає» (1967, комісар Іван Ігнатович Євстрюков; реж. Г. Панфілов)
- «Анютина дорога» (1967, начальник продзагону)
- «Один шанс із тисячі» (1968, капітан Мигунько (озвучив Анатолій Кузнецов); Одеська кіностудія)
- «У лазуровому степу» (1970, Гнат Крамсков)
- «Перевірка на дорогах» (1971, майор Пєтушков; реж. О. Герман)
- «Принц і жебрак» (1972, лорд Сент-Джон)
- «Зарубки на згадку» (1972, Ромус Чербуну)
- «Соляріс» (1972, Сарторіус; реж. А. Тарковський)
- «Гросмейстер» (1972, батько Сергія; реж. С. Мікаелян)
- «Любити людину» (1972, Дмитро Андрійович Калмиков; реж. С. Герасимов)
- «Свій серед чужих, чужий серед своїх» (1974, Василь Антонович Саричев, голова губвиконкому; реж. М. Михалков)
- «Спадкоємці» (1974, т/ф, 4 с, Бистров; Одеська кіностудія, реж. В. Ісаков)
- «Агонія» (1974, полковник, чоловік баронеси; реж. Е. Климов)
- «Дзеркало» (1974, доктор; реж. А. Тарковський)
- «Під кам'яним небом» (1974, Хофмайєр, німецький полковник)
- «Пам'ять» (1975, професор Буров, лікар)
- «Повітроплавець» (1975, Анрі Фарман, авіатор)
- «Останній день зими» (1975, Соловцов)
- «Між небом і землею» (1975, Орлов, полковник)
- «Поки стоять гори» (1976, слідчий)
- «Там, за горизонтом» (1975, Бочажников)
- «Довіра» (1975, Шотман)
- «Легенда про Тіля» (1976, рибник; реж. О. Алов,  В. Наумов)
- «Сходження» (1976, слідчий Портнов; реж. Л. Шепітько)
- «А у нас була тиша...» (1977, Петруха)
- «Сумка інкасатора» (1977, Іван Тимофійович)
- «Юлія Вревська» (1977, доктор Павлов)
- «Траса» (1978, Лев Миколайович Слівін, працівник міністерства (роль озвучив Ігор Єфімов)
- «Віщує перемогу» (1978, Вершинін; Кіностудія ім. О. Довженка, реж. Валерій Сивак)
- «Поворот» (1978, Костянтин Корольов, син загиблої; реж. В. Абдрашитов)
- «Охоронець» (1979, басмач Султан-Назар)
- «Сталкер» (1979, Письменник; реж. А. Тарковський)
- «З життя відпочиваючих» (1980, Толік Чикін; реж. М. Губенко)
- «Двадцять шість днів із життя Достоєвського» (1980, Федір Михайлович Достоєвський; реж. О. Зархі)
- «Бумеранг» (1980, к/м, Маклейн, шериф)
- «Сергій Іванович іде на пенсію» (1980, Володимир Васильович)
- «Таємничий старий» (1980, Кіндрат, скупник краденого)
- «Хатан-Батор» (1981, генерал Бакіч; Монголія)
- «Розкидане гніздо» (1981, незнайомий мандрівник)
- «Таємниця записної книжки» (1981, Мартин Мартинич, лідер злочинної зграї)
- «Капелюх» (1981, прийомний батько дочки Денисова; реж. Л. Квініхідзе)
- «Мужики!..» (1982, художник, батько Павлика (роль озвучив Юрій Назаров)
- «Зупинився поїзд» (1982,  Ігор Малінін, журналіст; реж. В. Абдрашитов)